# Peyrefitte-du-Razès
Peyrefitte-du-Razès é uma comuna francesa na região administrativa de Occitânia, no departamento de Aude. Estende-se por uma área de 6,72 km². Em 2010 a comuna tinha 52 habitantes (densidade: 7,7 hab./km²).